# Coupe des Pays-Bas de football 1900-1901
Navigation
Coupe des Pays-Bas 1899-1900 Coupe des Pays-Bas 1901-1902
La Coupe des Pays-Bas de football 1900-1901, nommée la KNVB Beker, est la 3e édition de la Coupe des Pays-Bas.

## Déroulement de la compétition
Tous les tours se jouent en élimination directe. À chaque tour, un tirage au sort est effectué pour déterminer les adversaires.

## Finale
La finale se joue le 28 avril 1901 à Haarlem, le HBS La Haye bat le RAP Amsterdam 4 à 3, après prolongation, et remporte son premier titre.